# City of Ships
City of Ships est le cinquième tome de la série littéraire britannique Stravaganza, écrite par Mary Hoffman. Il n'a pas été traduit en français.

## Résumé
Isabel a un frère jumeau Charlie et c'est en quelque sorte lui qui a tous les bons gènes et Isabel et lui ne s'entendent pas trop bien.
Elle devient stravagante en trouvant un petit sac rouge. Il la mène en Talie à Classe où elle rencontre Flavia une marchande reconnue et influente qui est victime des pirates depuis quelque temps déjà.